# Supercondutor ferromagnético
Supercondutores ferromagnéticos são materiais que apresentam, de modo simultâneo e intrínseco, ferromagnetismo e supercondutividade. Entre eles, podem-se citar UGe2, URhGe, e UCoGe. Evidência de supercondutividade ferromagnética também foi relatada para ZrZn2 em 2001, mas relatórios posteriores questionam tais descobertas. Esses materiais exibem supercondutividade na proximidade de um ponto crítico quântico magnético.
A natureza do estado supercondutor em supercondutores ferromagnéticos está atualmente em debate. As primeiras investigações estudaram a coexistência de supercondutividade de onda s convencional com ferromagnetismo itinerante. No entanto, o cenário de emparelhamento de spin tripleto logo ganhou vantagem. Um modelo de campo médio para coexistência de emparelhamento de spin tripleto e ferromagnetismo foi desenvolvido em 2005.
Esses modelos consideram a coexistência uniforme de ferromagnetismo e supercondutividade, ou seja, os mesmos elétrons sendo ferromagnéticos e supercondutores ao mesmo tempo. Os supercondutores com ordem magnética espiral ou helicoidal configuram outro cenário onde há uma interação entre as ordens magnética e supercondutora no mesmo materia. Exemplos deles incluem ErRh4B4 e HoMo6S8. Nesses casos, os parâmetros de ordem supercondutora e magnética se entrelaçam em um padrão espacialmente modulado, o que permite sua existência mútua, apesar de não ser mais uniforme. Mesmo o par spin singleto pode coexistir com o ferromagnetismo dessa maneira.

## Teoria
Em supercondutores convencionais, os elétrons que constituem o par de Cooper têm spin oposto, formando os chamados pares de spin singletos. No entanto, outros tipos de emparelhamento também são permitidos pelo princípio de exclusão de Pauli. Na presença de um campo magnético, os spins tendem a se alinhar com o campo, o que significa que um campo magnético é prejudicial para a existência de pares de Cooper no estado singleto. Um hamiltoniano de campo médio viável para modelar ferromagnetismo itinerante coexistindo com um estado tripleto de de spin não unitário pode, após a diagonalização, ser escrito como:
{\displaystyle H=H_{0}+\sum _{\mathbf {k} \sigma }E_{\mathbf {k} \sigma }\gamma _{\mathbf {k} \sigma }^{\dagger }\gamma _{\mathbf {k} \sigma }} ,
{\displaystyle H_{0}={\frac {1}{2}}\sum _{\mathbf {k} \sigma }(\xi _{\mathbf {k} \sigma }-E_{\mathbf {k} \sigma }-\Delta _{\mathbf {k} \sigma }^{\dagger }b_{\mathbf {k} \sigma })+INM^{2}/2} ,
{\displaystyle E_{\mathbf {k} \sigma }={\sqrt {\xi _{\mathbf {k} \sigma }^{2}+|\Delta _{\mathbf {k} \sigma }|^{2}}}} .